# Jota Morelli
José Antonio «Jota» Morelli (Venado Tuerto, 11 de junio de 1961) es un baterista argentino. Actualmente es el baterista de Enanitos Verdes.

## Biografía
Comenzó a tocar la batería a los diez años, estudiando piano con Norberto J. Morelli (su papá) y batería con Carlos Riganti y Alex Sanguinetti. A la edad de 20 años, se trasladó a Buenos Aires y un par de años más tarde llegó a la atención de Oscar Mediavilla, quien lo contrató como el baterista de La Torre, con la cantante Patricia Sosa. Durante su tiempo con La Torre grabó tres álbumes y realizó giras por toda la Argentina.
Después de salir de La Torre en 1985 se trasladó a estudiar a Nueva York. A su regreso formó parte de la banda de fusión Madre Atómica, con Mono Fontana, Guillermo Vadalá y Lito Epumer. Con ellos grabó el álbum Madre Atómica en 1986. Más tarde fundó la escuela de música "Musiquarium" en Buenos Aires. En esos años trabajó con Riff, la banda de heavy metal de Pappo, JAF y Vitico. Luego se sumó al cuarteto de Lito Vitale, con el que grabó el disco Lito Vitale Cuarteto. En paralelo, formó parte de la banda de Pedro Aznar, registrando el álbum Azul 20. Otros artistas con los cuales trabajó en esos años fueron: Juan Carlos Baglietto, Rubén Goldín, Viuda e Hijas de Roque Enroll y Metrópoli.
En 1987 se convirtió en el baterista de Luis Alberto Spinetta, con quien grabó tres discos: Téster de violencia, Don Lucero y Fuego Gris. Realizó una extensa gira por toda América Latina entre 1987 y 1992. Una de sus presentaciones más destacadas fue en el Teatro Wadsworth de la Universidad de California en Los Ángeles. En esos años realizó una gira por Venezuela junto a Fito Páez. De 1993 a 1997 grabó tres álbumes con Diego Torres, con quien realizó numerosas giras por Argentina y Latinoamérica. En esa época Morelli estuvo involucrado en varios proyectos secundarios, incluyendo grabaciones y giras con David Lebón. También formó parte de un trío con el bajista Javier Malosetti y el tecladista Mono Fontana, además de tocar con el afamado guitarrista Luis Salinas. También grabó con el virtuoso guitarrista José Luis "Sartén" Asaresi quien fue su mentor.
En 1997 se mudó a Los Ángeles, donde comenzó a tocar con la banda Bandidos de Amor, con la que grabó dos álbumes. En diciembre de 1997 realizó una gira por Japón con Carl Anderson y Maysa Leak (Incognito), junto con Alphonso Johnson en bajo, Freddie Ravel en teclados, y Michael O'Neill en la guitarra. En 1994 fue artista destacado en la Clínica de bateristas Zildjian Day junto a otros músicos como Dennis Chambers, Álex Acuña y Will Calhoun. De 1998 a 2002 fue el baterista de Al Jarreau, ganador de varios premios Grammy.
A su regreso de Estados Unidos en el 2004 formó parte en la banda de Fito Páez por tres años, con quien grabó Mi vida con ellas. En paralelo grabó los discos Bajopiel y Alumbramiento del bajista Guillermo Vadalá. Entre 2007 y 2009 integró la banda de Luis Salinas, con quien grabó el disco triple Sin Tiempo. En septiembre de 2009 se unió a la banda de rock Enanitos Verdes con la que realizó giras nacionales e internacionales quien grabó TicTac en el año 2012.
Paralelamente Morelli tiene su grupo solista y trabaja como sesionista y productor. En el 2015 participa como productor y baterista del disco Two Jackets de Julián Baronio. En julio de 2016 realizó una gira por Argentina y Brasil junto al virtuoso guitarrista Larry Carlton. 
Durante su carrera trabajó tanto en vivo como en estudio con grandes músicos como Al Jarreau, Gloria Gaynor, Engelbert Humperdink, Ricky Martin, Scott Henderson, Luis Salinas, Armand Sabal Leco, Frank Gambale, Luis Conte, Alejandro Sanz, Renato Neto, Bobby McFerrin, Andre Berri, Alejandro Lerner, Soledad Pastorutti, Enrique Iglesias, Jaime Ciero, Machi Rufino, Mike Miller, Sandra Mihanovich, Dave Carpenter, Abraham Laboriel, Jean Michael Byron, Marco Mendoza, Federico González Peña, Rano Sarbach, Salo Loyo, Pancho Loyo, Lalo Carrillo, Jeff Nathanson, James Baker, Jimmy Johnson, Hans Zermuehlen, John Guilutin, Ross Bolton, Chris Walker, Joe Turano, Larry Williams, Michael Tompson, Jeff Richman, Kika, Pablo de la Losa, Ojo Bizarro (banda de Venado Tuerto, la cual apadrina desde el año 2005) Facundo Monty, Chris Trujillo, Larry Carlton, Luis Alberto Spinetta, Leo Genovese, Leni Stern, Esperanza Spalding Fito Páez, Enanitos Verdes, Gustavo Borner, entre otros.